# Cambra de Comerç Internacional
La Cambra de Comerç Internacional és una organització que s'encarrega de brindar protecció a les empreses dels diferents països del món pel que fa a les operacions comercials, ja que avui dia existeix major interdependència entre nacions, és a dir, allò que succeeix en una economia, repercuteix en les altres.
La Cambra de comerç Internacional és l'única organització empresarial que té l'estatus d'organisme de consulta davant les Nacions Unides i els seus organismes especialitzats, i dona suport al treball de l'Organització Mundial del Comerç i molts altres organismes intergovernamentals, tant internacionals com regionals, com el G20 en nom de les empreses internacionals. En 2020 fou nomenat Ajay Banga com a CEO, rellevant a Paul Polman, que ho fou des de 2018 i va manté un càrrec honorífic, mentre que John W.H. Denton AO és l'actual secretari general.

## Història
La Cambra de Comerç Internacional va ser fundada l'any 1919 a França per servir als negocis mundials mitjançant la promoció del comerç i la inversió, l'obertura de mercats de béns i serveis i la lliure circulació de capitals, constituïda amb personalitat pròpia i naturalesa jurídica associativa. El secretariat internacional de l'organització es va establir a París i el 1923 es va crear el Tribunal Internacional d'Arbitratge de la CPI. El primer president de l'ICC va ser el ministre de Finances francès del segle xx, Etienne Clémentel.

## Missió
La missió de la CCI és fomentar el comerç i la inversió entre les empreses del món en els diferents sectors, així com ajudar-les a enfrontar-se a cadascun dels reptes i oportunitats que ofereix la globalització.
Per aconseguir aquesta missió, la CCI compta amb un ampli grup de membres, que són empreses de més de 130 països que realitzen operacions internacionals, així com organitzacions empresarials, entre elles les Cambres de comerç dels diferents països.
A més, té al seu càrrec diferents accions com:
- Proveir serveis especialitzats i pràctics per a la comunitat empresarial internacional.
- Determinar els punts de vista de les societats, empreses i organitzacions, que s'involucren en el comerç internacional.
- Ser portaveu de les empreses davant les institucions intergovernamentals, governs, i altres organismes importants.
- Representar a tots els sectors i indústries involucrats.

## Institucions especialitzades i instruments
El principal objectiu d'aquesta càmera és proveir de diversos serveis a les empreses, i per a això s'ha encarregat de la creació de diverses institucions que brinden serveis especialitzats com:
- Serveis de Resolució de Controvèrsies: És el sistema que més s'encarrega de la resolució de les disputes comercials, i dins d'això s'inclou a la Cort Internacional d'Arbitratge; és a dir, si sorgeix algun problema referent a les activitats comercials, els involucrats poden remetre's a aquesta Cort per donar-li una solució eficient.
- L'Institut de Dret Mercantil Internacional: S'encarrega de la formació i l'intercanvi de coneixements i experiència en qüestió d'arbitratge i de dret mercantil internacional; és a dir, serveix com una forma d'aprenentatge mutu, en el qual es comparteix la informació dels altres quant al dret mercantil, de manera que si existeixen problemes, hi hagi idea de com donar-los solució.
- La Federació Mundial de Cabres: És la xarxa mundial més gran de cambres de comerç, i s'encarrega d'administrar el sistema del Carnet LIGA; est és document duaner que facilita l'admissió temporal de mercaderies, es pot dir que és el resultat de diversos acords mundials per a l'alliberament d'alguns impostos i altres restriccions aranzelàries.
- Serveis de Prevenció de Delictes Comercials: La seva funció és la prevenció dels delictes contra les empreses; és a dir, la lluita contra la pirateria, el frau financer, i les falsificacions, entre d'altres.

Des de la seva fundació, la CCI ha creat instruments que faciliten el comerç i les inversions internacionals; com són la Cort Internacional d'Arbitratge i els Incoterms, que venen a ser la recopilació i actualització d'usos comercials internacionals, i l'elaboració de regles i codis de conducta empresarials que faciliten l'intercanvi.
A més compta amb la seva pròpia editorial, on es localitza informació diversa que facilita a les empreses per reunir-se d'eines que no són fàcils d'aconseguir per altres mitjans.

## Polítiques de desenvolupament
La CCI defensa la globalització des de l'enfocament del benefici a l'empresari, i per a això s'encarrega del desenvolupament de polítiques en els següents àmbits:
- Anti-corrupció
- Arbitratge
- Banca
- Llei comercial i pràctica
- Competència
- Responsabilitat corporativa
- Regulacions d'intercanvi comercial
- E-business, TI, i telecomunicacions
- Política Econòmica
- Energia i ambienti
- Serveis financers i de segurs
- Propietat Intel·lectual
- Màrqueting i publicitat
- Impostos
- Polítiques d'intercanvi i inversió
- Transport internacional i logística

## Estructura de la CCI
Consell
El Consell Mundial és com l'assemblea general d'una organització intergovernamental. La diferència és que els delegats són empresaris i no funcionaris públics.
Els comitès nacionals i grups
Representen a la CCI als seus respectius països; i han d'assegurar-se que es prenguin en compte els seus interessos empresarials.
Presidència, el Secretari General i el Consell Executiu
El Consell escull al President i Vicepresident per dos anys; el president, el seu antecessor immediat i el Vicepresident formen part de la Presidència. També s'escull al Comitè Executiu, responsable de l'aplicació de les polítiques. La Junta Executiva té entre 15 i 30 membres, que serveixen per a tres anys. El Secretari General dirigeix la Secretaria Internacional i treballa amb les comissions nacionals.
Comissions
Les comissions es componen per més de 500 experts en negocis.

## LA CCI al món
La CCI compta amb diferents seus al voltant del món, sent França la matriu. Algunes d'aquestes seus són les de Brasil, El Salvador, Anglaterra, Rússia, Alemanya, Espanya, Madagascar, Nigèria, Iran, Austràlia, Xina, Nova Zelanda, Mèxic, i els altres països desenvolupats i en desenvolupament del món; bàsicament, abasta la totalitat del món i a poc a poc es va conformant de països menys desenvolupats dels quals, els empresaris desitgen tenir suport per créixer.